# 1936年全仏選手権 (テニス)
1936年 全仏選手権（1936ねんぜんふつせんしゅけん、Internationaux de France de Roland-Garros 1936）に関する記事。フランス・パリにある「スタッド・ローラン・ギャロス」にて開催。

## 大会の流れ
- 男子シングルスは「75名」の選手による7回戦制で行われた。11名の選手を絞り落とすため、1回戦として11試合を実施し、他の53名は2回戦から出場した。シード選手は16名であったが、第11シード・第12シードの2人は1回戦から出場した。他のシード選手が初戦敗退した場合は「2回戦＝初戦」と表記する。
- 女子シングルスは「39名」の選手による6回戦制で行われた。7名の選手を絞り落とすため、1回戦として7試合を実施し、他の25名は2回戦から出場した。シード選手は8名であったが、第6シードだけが1回戦から出場した。他のシード選手が初戦敗退した場合は「2回戦＝初戦」と表記する。

## シード選手

### 男子シングルス
1. フレッド・ペリー　（準優勝）
2. ゴットフリート・フォン・クラム　（優勝、2年ぶり2度目）
3. ヘンリー・オースチン　（ベスト8）
4. クリスチャン・ボッサス　（ベスト4）
5. ヘンナー・ヘンケル　（3回戦）
6. マルセル・ベルナール　（ベスト4）
7. ベルナール・デストレモー　（ベスト8）
8. 許承基　（4回戦）
9. カイ・ルンド　（3回戦）
10. フランク・ワイルド　（2回戦＝初戦）
11. ドラグティン・ミティッチ　（1回戦）
12. チャールズ・ヘア　（4回戦）
13. アダム・バヴォロフスキ　（4回戦）
14. ゲオルグ・フォン・メタクサ　（3回戦）
15. ジャック・ブルニョン　（2回戦＝初戦）
16. アンドレ・マルタン＝レゲイ　（4回戦）

### 女子シングルス
1. ヒルデ・スパーリング　（優勝、大会2連覇）
2. シモーヌ・マチュー　（準優勝）
3. マーガレット・スクリブン　（2回戦＝初戦）
4. ヤドヴィガ・イェンジェヨフスカ　（3回戦）
5. シモーヌ・イリバーヌ　（ベスト8）
6. ロリン・コカーク　（3回戦）
7. ネリー・アダムソン　（ベスト8）
8. シルビ・アンロタン　（ベスト8）

## 大会経過

### 男子シングルス
準々決勝
- フレッド・ペリー vs.  ボリス・マネッフ　9-7, 6-3, 4-6, 6-3
- クリスチャン・ボッサス vs.  アンドレ・メルリン　1-6, 6-3, 7-5, 1-6, 6-1
- マルセル・ベルナール vs.  ヘンリー・オースチン　4-6, 1-0 （途中棄権）
- ゴットフリート・フォン・クラム vs.  ベルナール・デストレモー　6-3, 6-2, 6-4

準決勝
- フレッド・ペリー vs.  クリスチャン・ボッサス　6-4, 7-5, 5-7, 6-2
- ゴットフリート・フォン・クラム vs.  マルセル・ベルナール　7-5, 6-1, 6-1

### 女子シングルス
準々決勝
- ヒルデ・スパーリング vs.  シルビ・アンロタン　6-3, 6-0
- リリ・デ・アルバレス vs.  シモーヌ・イリバーヌ　6-4, 6-2
- マリー・ホーン vs.  シモーヌ・ゴロニチェンコ　6-1, 6-4
- シモーヌ・マチュー vs.  ネリー・アダムソン　6-0, 6-2

準決勝
- ヒルデ・スパーリング vs.  リリ・デ・アルバレス　6-2, 6-1
- シモーヌ・マチュー vs.  マリー・ホーン　6-4, 6-4

## 決勝戦の結果
- 男子シングルス： ゴットフリート・フォン・クラム vs.  フレッド・ペリー　6-0, 2-6, 6-2, 2-6, 6-0
- 女子シングルス： ヒルデ・スパーリング vs.  シモーヌ・マチュー　6-3, 6-4
- 男子ダブルス： ジャン・ボロトラ＆ マルセル・ベルナール vs.  レイモンド・タッキー＆ ジョージ・ヒューズ　6-2, 3-6, 9-7, 6-1
- 女子ダブルス： シモーヌ・マチュー＆ ビリー・ヨーク vs.  ヤドヴィガ・イェンジェヨフスカ＆ スーザン・ノエル　2-6, 6-4, 6-4
- 混合ダブルス： マルセル・ベルナール＆ ビリー・ヨーク vs.  アンドレ・マルタン＝レゲイ＆ シルビ・アンロタン　7-5, 6-8, 6-3